# Borut

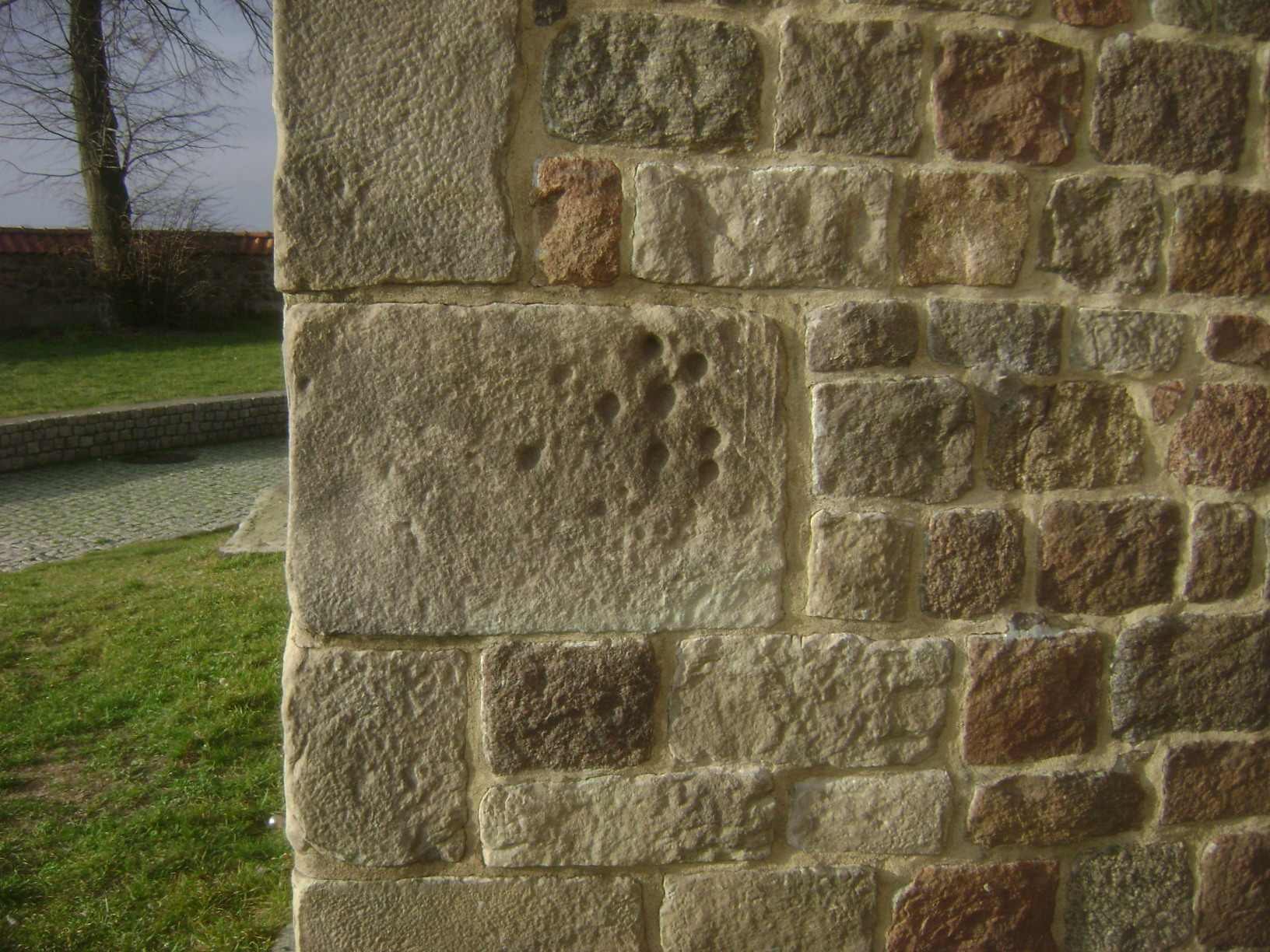
Boruta, Santa María y San Alexio colegiata en Tum

Duque Borut († 750), en español Boris, era un duque esloveno de Carantania del siglo VIII.
En el año 745, Carantania, que hasta aquel entonces era una nación pagana, fue seriamente amenazada militarmente por los ávaros de la vecina Panonia. Por eso el duque Borut solicitó ayuda militar a los amistosos bávaros, que ya estaban cristianizados. Los bávaros pertenecían al predominio político del rey de los francos, que era el protector del Cristianismo de Europa. El rey de los francos le dio permiso a Baviera para ayudar a la pagana Carantania, pero solo con la condición de que esta última aceptara el cristianismo. El duque Borut aceptó la condición y con la ayuda de los bávaros Carantania derrotó definitivamente a los ávaros. Así fue como el duque Borut envió a su hijo Gorazd y a su sobrino Hotimir para que se educaran en la fe cristiana en Baviera.
El duque Borut falleció en el año 750 y fue sucedido en Carantania por su hijo Gorazd (citado en fuentes históricas como "Cacatius" en latín o "Carast" en alemán).